# Acutipetala
Acutipetala es un género de arañas araneomorfas pertenecientes a la familia Agelenidae. Se encuentra en Tailandia.

## Especies
Según The World Spider Catalog 12.0:
- Acutipetala donglini Dankittipakul & Zhang, 2008
- Acutipetala octoginta Dankittipakul & Zhang, 2008